# 拉尼爾縣 (喬治亞州)
拉尼爾縣（英語：Lanier County）是美國喬治亞州南部的一個縣。面積518方公里。根據美國2000年人口普查，共有人口7,241人。縣治萊克蘭（Lakeland）。
成立於1919年8月11日。縣名紀念詩人、軍人、律師、大學講師西尼·C·拉尼爾（Sidney Clopton Lanier）。